# Ціано-ді-Фіємме
Ціано-ді-Фіємме (італ. Ziano di Fiemme) — муніципалітет в Італії, у регіоні Трентіно-Альто-Адідже, провінція Тренто.
Ціано-ді-Фіємме розташоване на відстані близько 500 км на північ від Рима, 45 км на північний схід від Тренто.
Населення — 1692 особи (2014).
Щорічний фестиваль відбувається 10 грудня. Покровитель — Madonna di Loreto.

## Демографія
Населення за роками:

Станом на 1 січня 2023 року в муніципалітеті офіційно проживали 62 іноземці з 21 країни, серед них 26 громадян країн Євросоюзу та 2 громадяни України.

## Сусідні муніципалітети
- Каналь-Сан-Бово
- Панкія
- П'єве-Тезіно
- Предаццо